# 내일은 봄
내일은 봄은 1991년에 방영되었던 드라마이다.

## 제작진
- 극본 : 이옥경
- 연출 : 허성룡

## 출연진
- 김순철
- 김현주
- 박찬환
- 사미자
- 연규진
- 이미경